# گلب پانفیلوف
گلب پانفیلوف (روسی: Глеб Анатольевич Панфилов؛ زادهٔ ۲۱ مهٔ ۱۹۳۴ – درگذشتهٔ ۲۶ اوت ۲۰۲۳) یک کارگردان اهل اتحاد جماهیر سوسیالیستی شوروی بود. فیلم او تم برنده خرس طلایی از جشنواره فیلم برلین شده است.

## فیلم‌شناسی
- تم
- مادر